# Jönköpings kommun
Jönköpings kommun är en kommun i Jönköpings län. Centralort är Jönköping som även är länets residensstad.
Jönköpings kommuns landskap  karaktäriseras av de branta förkastningarna mot södra delen av Vättern. Ovan förkastningsbranterna utgörs landskapet av en platå med varierad natur. Mer än hälften av kommunens yta är bevuxen med skog, men området har även en relativt stor andel jordbruksmark jämfört med riket som helhet. Kommunens näringsliv är dock främst präglat av centralortens status som residensstad för Jönköpings län vilket medfört en betydande tjänstesektor som domineras av den offentliga sektorn.
Sedan kommunen bildades 1971 har invånarantalet ökat drastiskt där den största ökningen skett efter 1990.
Socialdemokraterna har varit största parti i samtliga val, det är dock de borgerliga partierna som totalt sett varit starkast. Mandatperioden 2022–2026 styrs kommunen av en blocköverskridande koalition bestående av Socialdemokraterna, Centerpartiet och Liberalerna.

## Administrativ historik
Kommunens område motsvarar socknarna: Angerdshestra, Bankeryd, Barnarp, Bottnaryd, Gränna, Hakarp, Järsnäs, Järstorp, Lekeryd, Ljungarum, Mulseryd, Månsarp, Norra Unnaryd, Rogberga, Sandseryd, Skärstad, Svarttorp, Visingsö, Ödestugu, Öggestorp och  Ölmstad. I dessa socknar bildades vid kommunreformen 1862 landskommuner med motsvarande namn. Inom området fanns även Jönköpings stad och Gränna stad som 1863 bildade var sin stadskommun.   
År 1907 bröts Huskvarna köping ut ur Hakarps landskommun för att redan 1911 ombildas till Huskvarna stad. År 1910 inkorporerades Ljungarums landskommun med Jönköpings stad. År 1943 ombildades Sandseryds landskommun till Norrahammars köping. År 1951 delades Järstorps landskommun, varvid en del gick upp i Bankeryd och en i Jönköpings stad.
Vid kommunreformen 1952 bildades "storkommunerna" Lekeryd (av de tidigare kommunerna Järsnäs, Lekeryd och Svarttorp), Norra Mo  (av Angerdshestra, Bottnaryd och Mulseryd), Skärstad (av Skärstad och Ölmstad), Södra Mo (av Norra Hestra, Norra Unnaryd, Stengårdshult, Valdshult och Öreryd) samt Tenhult (av Barnarp, Rogberga, Ödestugu  och Öggestorp). Samtidigt gick också Gränna landskommun upp i Gränna stad.  Landskommunerna Bankeryd, Hakarp, Månsarp och Visingsö, liksom städerna Huskvarna och Jönköping, påverkades däremot inte.
År 1967 återförenades Hakarps landskommun i Huskvarna stad. 
Jönköpings kommun bildades vid kommunreformen 1971 av Jönköpings stad, Huskvarna stad, Gränna stad och Norrahammars köping samt landskommunerna Bankeryd, Lekeryd, Månsarp, Norra Mo, Skärstad, Tenhult och Visingsö samt en del ur Södra Mo landskommun (Norra Unnaryds församling).
Kommunen ingår sedan bildandet i Jönköpings tingsrätts domsaga.

## Geografi
Kommunen är belägen i de nordvästra delarna av landskapet Småland vid Vätterns södra ände. Jönköpings kommun gränsar i nordväst till Mullsjö kommun och Habo kommun, båda i Jönköpings län men tidigare i före detta Skaraborgs län. I nordöst gränsar kommunen till Ödeshögs kommun i Östergötlands län, i öster till Tranås kommun, Aneby kommun och Nässjö kommun, i söder till Vaggeryds kommun och Gislaveds kommun, alla i Jönköpings län. I väster gränsar kommunen till Tranemo kommun och Ulricehamns kommun i före detta Älvsborgs län i Västra Götalands län.
Huvuddelen av kommunen ligger i Tveta och Vista, två av Smålands traditionella små länder.

### Topografi och hydrografi
Jönköpings kommuns landskapet karaktäriseras av de branta förkastningarna mot södra delen av Vättern. Den östra delen av kommunen har en brant sluttning mot samma sjö som erbjuder ett gynnsamt klimat för frukt- och bärodlare. Ovan förkastningsbranterna utgörs landskapet istället av en platå med varierad natur. På de områden med näringsrika och stenfattiga moränjordar hittas jordbruksmark, på sand- och grusterrasserna växer tallskog och på de bättre dränerade och småkuperade markerna finns dungar med i huvudsak lövskog. Taberg, vars berggrund gett upphov till en gynnsam miljö för näringskrävande vegetation, reser sig 343 meter över havet.
I Vättern hittas Visingsö vars berggrund består av kalkrik sandsten och skiffer  tillhörande Visingsöformationen. Detta har medfört en näringsrik och god jordmån och ön har därför kommit att domineras av jordbruks- och trädgårdsodlingar.
Nedan presenteras andelen av den totala ytan 2020 i kommunen jämfört med riket.
|  | Bebyggelse (7,6 %) |

|  | Skog (65,0 %) |

|  | Öppen myrmark (3,4 %) |

|  | Jordbruksmark (15,8 %) |

|  | Övrig mark (8,2 %) |

|  | Bebyggelse (3,1 %) |

|  | Skog (68,0 %) |

|  | Öppen myrmark (7,2 %) |

|  | Jordbruksmark (7,4 %) |

|  | Övrig mark (14,3 %) |

### Naturskydd
År 2023 fanns 172 naturreservat i Jönköpings kommun. Som exempel kan nämnas Anderstorps Stormosse som av Länsstyrelsen i Jönköpings län beskrivs som "ett av Sydsveriges största och värdefullaste myrmarksområden". Länsstyrelsen skriver vidare att syftet med reservatet är att (citat):
- bevara en av Sydsveriges största myrkomplex med högmossar
- bevara biologisk mångfald knuten till myr- och skogsmark
- skydda och återställa värdefulla myrmarker
- tillgodose behov av områden för friluftslivet
- bevara Natura 2000-området med dess naturtyper och arter i gynnsam bevarandestatus

Komosse och Dumme mosse hittas i Västra delen av kommunen. Den senare finns på finns med på Europarådets lista över skyddsvärda myrmarker i Europa.

### Administrativ indelning

#### För befolkningsrapportering
Fram till 2016 var kommunen för befolkningsrapportering indelad i
| De 15 församlingarna i Jönköpings kommun |
| --- |
| - Bankeryds församling - Barnarps församling - Gränna församling - Hakarps församling - Huskvarna församling - Jönköpings Kristina-Ljungarums församling - Jönköpings Sofia-Järstorps församling - Lekeryds församling - Månsarps församling - Norra Mo församling - Norrahammars församling - Rogberga-Öggestorps församling - Skärstad-Ölmstads församling - Visingsö församling - Ödestugu församling |

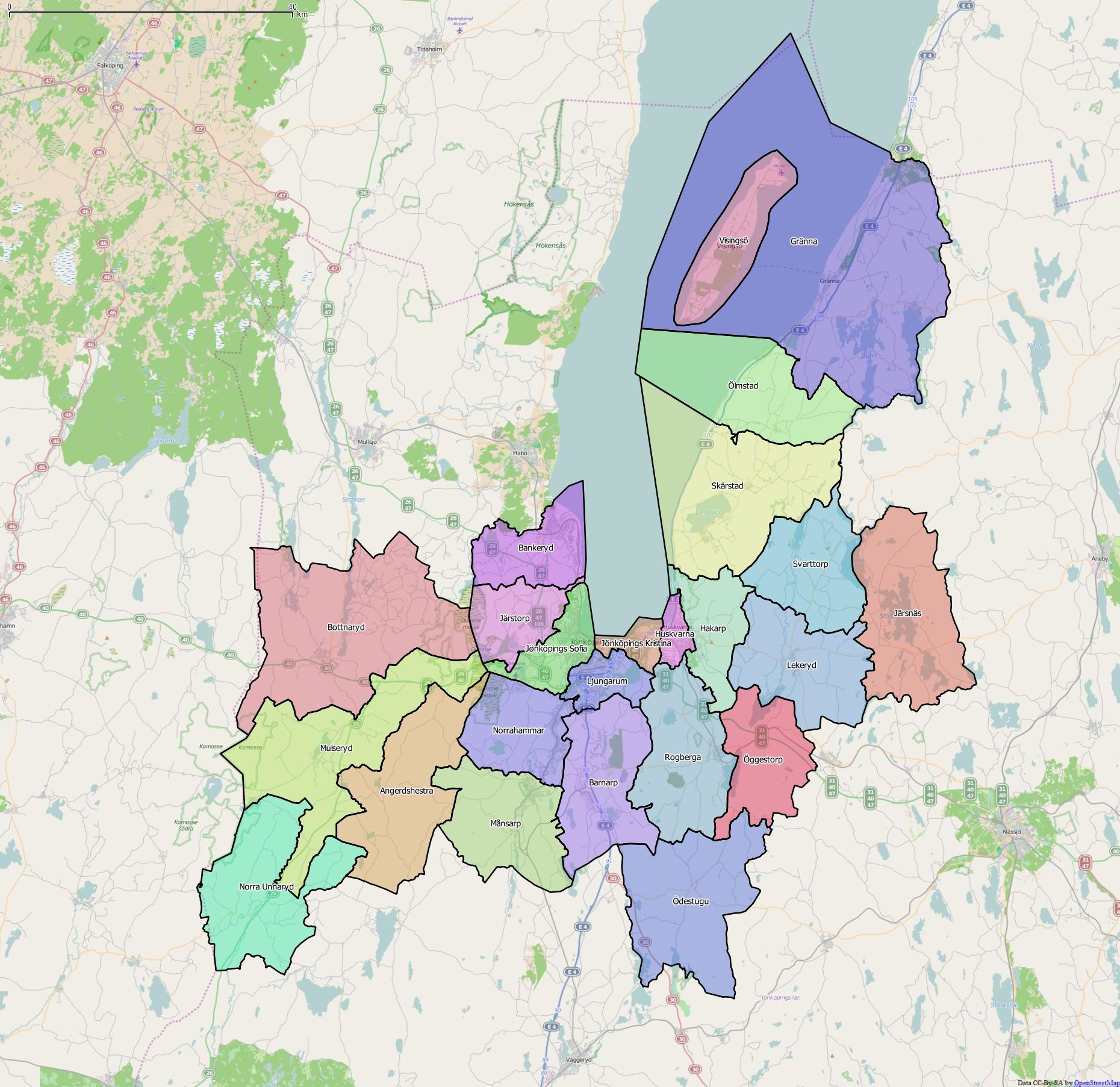
Distrikt inom Jönköpings kommun

Från 2016 indelas kommunen istället i 24 distrikt:
| De 24 distrikten i Jönköpings kommun |
| --- |
| - Angerdshestra - Bankeryd - Barnarp - Bottnaryd - Gränna - Hakarp - Huskvarna - Järsnäs - Järstorp - Jönköping Kristina - Jönköping Sofia - Lekeryd - Ljungarum - Mulseryd - Månsarp - Norra Unnaryd - Norrahammar - Rogberga - Skärstad - Svarttorp - Visingsö - Ödestugu - Öggestorp - Ölmstad |

#### Kommundelar
Jönköpings kommun är indelad i tio kommundelar (minskat från tretton från och med 2007). Dock ligger centrala Jönköping utanför indelningen och saknar kommundelsråd. I varje kommundel finns ett kommundelsråd bestående av elva personer bosatta i området. Kommundelsråden saknar beslutanderätt, men skall vara remissinstans i frågor som gäller deras verksamhetsområden. 
- Kommundelsråd Bankeryd
- Kommundelsråd Norra Mo
- Kommundelsråd Månsarp-Taberg
- Kommundelsråd Norrahammar-Hovslätt
- Kommundelsråd Tenhult
- Kommundelsråd Lekeryd
- Kommundelsråd Skärstad-Ölmstad
- Kommundelsråd Gränna-Visingsö
- Kommundelsråd Huskvarna
- Kommundelsråd Barnarp

### Tätorter
Det finns 17 tätorter i Jönköpings kommun.
I tabellen presenteras tätorterna i storleksordning per den 31 december 2015. Centralorten är i fet stil.
| Nr | Tätort              | Befolkning | Anmärkning                                              |
| -- | ------------------- | ---------- | ------------------------------------------------------- |
| 1  | Jönköping           | 93 797     | inkluderar Huskvarna, Hovslätt, Lockebo och Norrahammar |
| 2  | Bankeryd            | 8 506      | inkluderar Trånghalla                                   |
| 3  | Taberg              | 4 486      | inkluderar Månsarp                                      |
| 4  | Tenhult             | 3 112      |                                                         |
| 5  | Gränna              | 2 726      |                                                         |
| 6  | Barnarp och Odensjö | 2 646      |                                                         |
| 7  | Kaxholmen           | 1 561      |                                                         |
| 8  | Lekeryd             | 788        |                                                         |
| 9  | Bottnaryd           | 717        |                                                         |
| 10 | Kortebo             | 512        |                                                         |
| 11 | Skärstad            | 433        |                                                         |
| 12 | Ölmstad             | 401        |                                                         |
| 13 | Örserum             | 356        |                                                         |
| 14 | Tunnerstad          | 322        |                                                         |
| 15 | Öggestorp           | 238        |                                                         |
| 15 | Gissebo             | 204        |                                                         |
| 15 | Ryd                 | 200        |                                                         |

## Styre och politik

### Styre
| År        | Partier | Partier | Partier | Partier | Partier | Partier |
| --------- | ------- | ------- | ------- | ------- | ------- | ------- |
| 1994-1998 | S       | C       |         |         |         |         |
| 1998-2002 | S       | C       |         |         |         |         |
| 2002-2006 | S       | C       |         |         |         |         |
| 2006-2010 | M       | KD      | C       | FP      | MP      |         |
| 2010-2014 | M       | KD      | C       | FP      | MP      |         |
| 2014-2018 | M       | KD      | C       | L       |         |         |
| 2018-2022 | S       | C       | L       | MP      |         |         |
| 2022-     | S       | C       | L       |         |         |         |

### Kommunalråd
| Kommunalråd | Kommunalråd | Kommunalråd       |
| ----------- | ----------- | ----------------- |
| Majoritet   | S           | Andreas Persson   |
| Majoritet   | S           | Mona Forsberg     |
| Majoritet   | C           | Rikard Bunnvik    |
| Opposition  | KD          | Andreas Sturesson |
| Opposition  | M           | Joakim Dahlström  |

### Kommunfullmäktige

#### Presidium
| Presidium 2022–2026    | Presidium 2022–2026 | Presidium 2022–2026 |
| ---------------------- | ------------------- | ------------------- |
| Ordförande             | S                   | Tord Sundqvist      |
| Förste vice ordförande | C                   | Anders Samuelsson   |
| Andre vice ordförande  | SD                  | Jan-Ove Lipponen    |

Källa:

#### Mandatfördelning 1970–2022
|  | 36 | 16 | 15 | 4 | 9 |

| 71 |

|  | 35 | 17 | 9 | 6 | 13 |

| 71 |

| 37 | 16 | 10 | 5 | 13 |

| 70 | 11 |

|  | 36 | 13 | 10 | 5 | 15 |

| 64 | 17 |

|  | 38 | 9 | 5 | 8 | 19 |

| 60 | 21 |

|  | 37 | 8 | 10 | 8 | 16 |

| 62 | 19 |

|  | 34 |  | 8 | 9 | 11 | 14 |

| 56 | 25 |

|  | 31 |  |  | 8 | 7 | 14 | 17 |

| 59 | 22 |

|  | 36 | 4 | 8 | 6 | 8 | 16 |

| 48 | 33 |

| 7 | 30 |  | 8 |  | 17 | 16 |

| 42 | 39 |

| 5 | 33 | 8 | 7 | 16 | 12 |

| 44 | 37 |

|  | 30 |  | 7 | 5 | 17 | 17 |

| 49 | 32 |

|  | 27 | 4 |  | 5 | 5 | 13 | 21 |

| 44 | 37 |

| 4 | 26 | 6 | 8 | 6 | 4 | 10 | 17 |

| 47 | 34 |

| 5 | 23 | 4 | 10 | 7 | 4 | 14 | 14 |

| 47 | 34 |

| 5 | 24 |  | 12 | 7 |  | 12 | 15 |

| 42 | 39 |

### Nämnder

#### Kommunstyrelse
| Presidium 2022–2026    | Presidium 2022–2026 | Presidium 2022–2026 |
| ---------------------- | ------------------- | ------------------- |
| Ordförande             | S                   | Mona Forsberg       |
| Förste vice ordförande | C                   | Rikard Bunnvik      |
| Andre vice ordförande  | M                   | Joakim Dahlström    |

#### Lista över kommunstyrelsens ordförande
| Namn | Namn                     | Från        | Till        | Politisk tillhörighet |
| ---- | ------------------------ | ----------- | ----------- | --------------------- |
|      | Åke Johansson            | 1978        | 1991        | Centerpartiet         |
|      | Lars-Erik Josefson       | 1991        | 1994        | Moderaterna           |
|      | Åke Johansson            | 1994        | 2004        | Centerpartiet         |
|      | Peter Persson            | 2004        | 2006        | Socialdemokraterna    |
|      | Acko Ankarberg Johansson | 2006        | 2010        | Kristdemokraterna     |
|      | Mats Green               | 2010        | 2014        | Moderaterna           |
|      | Ann-Marie Nilsson        | 2014        | 31 maj 2025 | Centerpartiet         |
|      | Mona Forsberg            | 1 juni 2025 |             | Socialdemokraterna    |

#### Övriga nämnder
| Nämnd                                  | Ordförande | Ordförande          | Vice ordförande | Vice ordförande       | Andre vice ordförande | Andre vice ordförande |
| -------------------------------------- | ---------- | ------------------- | --------------- | --------------------- | --------------------- | --------------------- |
| Barn- och utbildningsnämnden           | S          | Anna Carlsson       | L               | Stig-Arne Tengmer     | KD                    | Gabriella Lönn        |
| Funktionsstödsnämnden                  | S          | Sofie Tegvall       | C               | Eva Persson           | M                     | Peter Jutterström     |
| Individ- och familjeomsorgsnämnden     | S          | Christer Sjöberg    | V               | Kenneth Kindblom      | SD                    | Ida Kors              |
| Krisledningsnämnden                    | C          | Ann-Marie Nilsson   | S               | Mona Forsberg         | M                     | Joakim Dahlström      |
| Kultur- och fritidsnämnden             | C          | Lena Sumedrea       | S               | Magnus Engvall        | M                     | Björn Johansson       |
| Miljö- och hälsoskyddsnämnden          | C          | Göran Bäckstrand    | MP              | Mats Larsson Weidmann | KD                    | Örjan Dahlberg        |
| Stadsbyggnadsnämnden                   | L          | Ann-Marie Hedlund   | S               | Martin Karlsson       | M                     | Bengt Regné           |
| Tekniska nämnden                       | S          | Lynn Carlsson       | MP              | Robin Hansson         | SD                    | Kristian Aronsson     |
| Utbildnings- och arbetsmarknadsnämnden | S          | Carina Sjögren      | V               | Thony Kankare         | M                     | Kamran Sairafi        |
| Valnämnden                             | S          | Mikael Rydberg      | C               | Anders Samuelsson     | M                     | Thomas Nordqvist      |
| Äldrenämnden                           | S          | Elin Rydberg        | V               | Christer Florin       | KD                    | Carl Cunningham       |
| Överförmyndarnämnden                   | S          | Nicholas Hillergård | L               | Bertil Rylner         | SD                    | Agnetha Lundberg      |
| Revisionen                             | M          | Sara Larsson        | KD              | Kjell Dahlström       | S                     | Håkan Hakeberg        |

### Vänorter
I Norden:
- Svendborg, Danmark
- Bodø, Norge
- Kuopio, Finland

Utanför Norden:
- Lääne-Virumaa, Estland
- Tianjin, Kina

## Ekonomi och infrastruktur

### Näringsliv
I början av 2020-talet dominerades arbetsmarknaden av tjänstesektorn, primärt den offentliga sektorn. Detta genom centralortens status som residensstad samt genom att ett flertal myndigheter fanns representerade där. Som exempel kan nämnas Jordbruksverket, Skogsstyrelsen, Domstolsverket, Göta hovrätt, Kammarrätten i Jönköping, Länsstyrelsen i Jönköpings län och avdelningar av Socialstyrelsen och Riksrevisionsverket. Dessutom fanns  Högskolan i Jönköping i centralorten. 
Omkring 12 procent av kommunens förvärvsarbetande återfanns inom tillverkningsindustrin som främst utgjordes av små och medelstora företag. Tillverkningsindustrin dominerades dock av stora företag så som Husqvarna AB, Fläkt Woods AB och Saab AB.

### Infrastruktur

#### Transporter
I nord-sydlig riktning genomkorsas kommunen av E4 och riksväg 26, i öst-västlig riktning riksväg 40 och från nordväst mot sydost riksväg 47. Från Jönköping utgår riksväg 30 söderut, riksväg 31 åt sydöst och riksväg 50 norrut. Från Huskvarna utgår länsväg 132 åt öster. I kommunens nordvästra del avtar länsväg 185 åt norr från riksväg 40.
Från nordväst mot sydost sträcker sig Jönköpingsbanan som trafikeras av regiontågen Västtågen mellan Skövde centralstation och Nässjö med uppehåll i Bankeryd, Jönköping, Huskvarna och Tenhult. Sträckan Jönköping-Nässjö trafikeras även av regiontågen Krösatågen. Från Jönköping utgår Vaggerydsbanan mot Vaggeryd där den ansluter till Järnvägslinjen Halmstad–Nässjö. Banan trafikeras av Krösatågen med uppehåll i Jönköping, Rocksjön, Hovslätt och Norrahammar. En gång dagligen trafikerar också SJ:s fjärrtåg från Jönköping mot Norrköping och Stockholm via Nässjö.

#### Utbildning
År 2023 fanns 16 gymnasieskolor i kommunen varav fem kommunala, två regionala och nio fristående. Bland de kommunala återfanns Erik Dahlbergsgymnasiet, Per Brahegymnasiet och Sandagymnasiet. Det tidigare riksinternatet Grennaskolan lade ner sin verksamhet 2019. 
I kommunen finns också folkhögskolorna Braheskolan och Södra Vätterbygdens folkhögskola.  
Högskolan i Jönköping grundades 1977 och inkluderar de fyra fackhögskolorna Hälsohögskolan, Högskolan för lärande och kommunikation, Jönköping International Business School och Tekniska Högskolan. Totalt hade 30,5 procent av invånarna i åldersgruppen 25–64 år eftergymnasial utbildning 2022. Detta kan jämföras med riket som helhet där motsvarande siffra var 30,3 procent.

## Befolkning

### Demografi

#### Befolkningsutveckling
Kommunen har 147 711 invånare (31 mars 2025), vilket placerar den på 9:e plats avseende folkmängd bland Sveriges kommuner.
| Befolkningsutvecklingen i Jönköpings kommun 1970–2020 | Befolkningsutvecklingen i Jönköpings kommun 1970–2020 | Befolkningsutvecklingen i Jönköpings kommun 1970–2020 | Befolkningsutvecklingen i Jönköpings kommun 1970–2020 | Befolkningsutvecklingen i Jönköpings kommun 1970–2020 |
| ----------------------------------------------------- | ----------------------------------------------------- | ----------------------------------------------------- | ----------------------------------------------------- | ----------------------------------------------------- |
|                                                       |                                                       |                                                       |                                                       |                                                       |
| År                                                    |                                                       |                                                       | Folkmängd                                             |                                                       |
| 1970                                                  | 1970                                                  |                                                       | 107 698                                               |                                                       |
| 1975                                                  | 1975                                                  |                                                       | 108 500                                               |                                                       |
| 1980                                                  | 1980                                                  |                                                       | 107 561                                               |                                                       |
| 1985                                                  | 1985                                                  |                                                       | 107 362                                               |                                                       |
| 1990                                                  | 1990                                                  |                                                       | 111 486                                               |                                                       |
| 1995                                                  | 1995                                                  |                                                       | 115 429                                               |                                                       |
| 2000                                                  | 2000                                                  |                                                       | 117 095                                               |                                                       |
| 2005                                                  | 2005                                                  |                                                       | 120 965                                               |                                                       |
| 2010                                                  | 2010                                                  |                                                       | 127 382                                               |                                                       |
| 2015                                                  | 2015                                                  |                                                       | 133 310                                               |                                                       |
| 2020                                                  | 2020                                                  |                                                       | 142 427                                               |                                                       |

#### Utländsk bakgrund
Den 31 december 2014 utgjorde antalet invånare med utländsk bakgrund (utrikes födda personer samt inrikes födda med två utrikes födda föräldrar) 26 886, eller 20,35 % av befolkningen (hela befolkningen: 132 140 den 31 december 2014). Den 31 december 2002 utgjorde antalet invånare med utländsk bakgrund enligt samma definition 17 009, eller 14,34 %.

#### Invånare efter de vanligaste födelseländerna
Den 31 december 2014 utgjorde folkmängden i Jönköpings kommun 132 140 personer. Av dessa var 19 836 personer (15,0 %) födda i ett annat land än Sverige. I denna tabell har de nordiska länderna samt de 12 länder med flest antal utrikes födda (i hela riket) tagits med. En person som inte kommer från något av de här 17 länderna har istället av Statistiska centralbyrån förts till den världsdel som deras födelseland tillhör.
| Födelseland      | Födelseland                       | Födelseland |
| ---------------- | --------------------------------- | ----------- |
| 31 december 2014 |                                   |             |
| 1                | Sverige                           | 112 304     |
| 2                | Irak                              | 3 157       |
| 3                | Asien: Övriga länder              | 2 165       |
| 4                | Europeiska unionen: Övriga länder | 1 962       |
| 5                | Syrien                            | 1 536       |
| 6                | / SFR Jugoslavien/FR Jugoslavien  | 1 451       |
| 7                | Bosnien och Hercegovina           | 1 214       |
| 8                | Finland                           | 1 055       |
| 9                | Afrika: Övriga länder             | 1 023       |
| 10               | Somalia                           | 684         |
| 11               | Europa utom EU: Övriga länder     | 653         |
| 12               | Tyskland                          | 649         |
| 13               | Turkiet                           | 618         |
| 14               | Iran                              | 606         |
| 15               | Polen                             | 515         |
| 16               | Sydamerika                        | 513         |
| 17               | Nordamerika                       | 390         |
| 18               | Kina                              | 369         |
| 19               | Thailand                          | 316         |
| 20               | Danmark                           | 298         |
| 21               | Norge                             | 292         |
| 22               | Afghanistan                       | 216         |
| 23               | Island                            | 56          |
| 24               | Oceanien                          | 47          |
| 25               | Sovjetunionen                     | 43          |
| 26               | Okänt födelseland                 | 8           |

## Kultur

### Museum
Bland museum i Jönköpings kommun kam nämnas länsmuseet Jönköpings läns museum, Fågelmuseet och Tändsticksmuseet. 
Jönköpings läns museum som grundades 1901. Museet har stora samlingar konst från 1900-talet men bedriver också etnologisk dokumentation och konservering. Fågelmuseet visar dels uppstoppade fåglar och dels ägg. Fåglarna är främst från slutet av 1800-talet och början av 1900-talet medan äggen samlats in under cirka 100 år. Tändsticksmuseet är ett arbetslivsmuseum.

### Kulturarv
Det första kända dokumentet där namnet Jönköping dyker upp utfärdades 1278 av Magnus Ladulås. År 1283 grundades där ett franciskanerkloster och året därpå fick  Jönköping stadsprivilegier. Under 1500-talet blev det gamla klostret ett befäst slott under namnet Jönköpings slott. Med tiden kom den gamla staden Jönköping att bli en viktig gränspost mot Danmark. Staden flyttades efter den bränts ner på 1600-talet. Under samma århundrade fick även Gränna stadsprivilegier. Ett minne efter detta är vägnätet som planerades av Per Brahe och ruinen efter Brahehus.
Genom anläggandet av industrier,  däribland Jönköpings tändsticksfabrik, på 1800-talet fördubblades områdets befolkning. År 1911 blev även Huskvarna stad. Det området förknippades främst med Husqvarna Vapenfabriks AB. Konjunkturen gjorde att Huskvarna med tiden växte samman med Jönköping. Huskvarna tradition av vapentillverkning kan dock spåras till 1300-talet då Rumlaborg uppfördes.

### Kommunvapen
Blasonering: I rött fält en från en vågskura bildad blå stam uppskjutande krenelerad borg av silver med tre krenelerade torn, det mellersta högst, svarta fönster, dörrar och port samt upphissat portgaller av silver.
Vapnet härstammar från ett sigill från 1400-talet och fastställdes av Kungl Maj:t år 1935. Trots att en vapenbild med ett eller flera torn är ganska vanlig, och således inte så särskiljande, registrerades vapnet helt oförändrat 1974 för den nya kommunen. Tre vapen, Grännas, Huskvarnas och Norrahammars, förlorade sin giltighet vid kommunbildningen 1971.

Gränna stad (1940–1970)
Huskvarna stad (1911–1970)
Jönköpings stad (1935–1970) Jönköpings kommun (1971-)
Norrahammars köping (1947–1970)

### Sport
Jönköping utsågs av Sveriges televisions sportredaktion till Sveriges bästa idrottsstad 2017.
Under 00-talet spelade både herr- och damlaget tillhörande Jönköping Bandy IF (fram till 2005 Järhaga SK) i Allsvenskan i bandy för herrar respektive Allsvenskan i bandy för damer.  
HV71 är kommunens mest framgångsrika ishockey-lag som totalt kammat hem fem SM-guld. Jönköpings IK har även de haft SM-framgångar, dock i innebandy. De kammade hem SM-silver 1986, 1988 och 1990 samt SM-brons 1987, 1989 och 1991. Bland framgångsrika lag i fotboll kan nämnas Jönköpings Södra IF, Husqvarna FF, IK Tord och Tenhults IF.  
Inom basket har kan nämnas Brahe Basket som genom åren har spelat elitbasket på såväl herr- som damsidan och haft en stor ungdomsverksamhet.
Kanotklubben Jönköpings KK har haft två medlemmar som deltog i Olympiska sommarspelen 2004, Sofia Paldanius och Anders Gustafsson. 